# 山県楽水
山県 楽水（やまがた もとみ、1884年（明治17年）2月29日 - 1943年（昭和18年）2月22日）は、大日本帝国陸軍軍人。最終階級は陸軍少将。功四級、功五級。

## 経歴
山口県岩国市出身。陸軍士官学校第16期、陸軍大学校第28期卒業。1920年（大正9年）8月に陸軍歩兵少佐に進級し、1923年（大正12年）9月時点で陸軍歩兵学校教導連隊大隊長兼同校研究部部員の任にあった。1924年（大正13年）8月に陸軍歩兵中佐に進級し、陸軍歩兵学校教官兼同校研究部部員に転補され、1926年（大正15年）8月に歩兵第40連隊附となった。
1928年（昭和3年）8月10日、陸軍歩兵大佐進級と同時に第10師団司令部附となり、岡山医科大学に配属された。1930年（昭和5年）8月に歩兵第78連隊長（第20師団・歩兵第39旅団）に就任し、満洲事変に出動。錦州攻略では尖兵を務めるなど活躍した。
1933年（昭和8年）3月18日に陸軍少将進級と同時に待命となり、3月30日に予備役に編入された。
予備役編入後は燃料国策研究会会員に就任した。